# CF Liberty Oradea
Centrul de Fotbal Liberty Oradea, cunoscută și ca Academia Liberty Oradea, este o academie de fotbal din Salonta, Bihor, destinată descoperirii și pregătirii tinerelor talente pentru fotbalul de performanță.
Fondat în 2003, centrul de fotbal a deținut până în sezonul 2009-2010 și o echipă de seniori, cu care a evoluat în diferite campionate interne. În 2009, Liberty a decis să își retragă echipa de seniori din Liga a II-a, iar în prezent nu mai deține vreo echipă înscrisă în campionatele de seniori.

## Istoric
Centrul de Fotbal Liberty Oradea a luat ființă în luna octombrie a anului 2003, la inițiativa președintelui Uniunii Europene de Judo, domnul Marius Vizer. În primul an de activitate, 2003-2004, ocupă locul 1 în Divizia D și obține promovarea în eșalonul al 3-lea al fotbalului românesc. Deși echipa urma să evolueze în Divizia C, patronul clubului a cumpărat locul formației CSM Medgidia în Divizia B. Astfel, după doar 1 an de la înființare, Liberty Oradea începea sezonul 2004-2005 în cea de-a 2-a ligă valorică. La finele stagiunii echipa salontană a ocupat locul 5, iar juniorii I ai clubului au devenit vicecampionii româniei. Sezonul 2005-2006 a fost abordat cu antrenorul Adrian Văsâi și continuat cu Dan Dobai aducând promovarea în Divizia A, deși salontanii au avut adversari redutabili: FC Bihor, U Cluj, Gaz Metan Mediaș. Marius Vizer a ales să vândă locul proaspăt ocupat în Divizia A divizionarei C, UTA Arad. În urma tranzacției, Liberty s-a întors în Liga a III-a. A promovat în Liga a II-a în 2007 avându-i antrenori pe Gergely Alexandru, Szasz Attila și Dobai Dan.
În vara anului 2009 Liberty a renunțat la locul său din Liga II și a intrat în Liga IV pentru sezonul 2009-10. În prezent, centrul de fotbal nu deține nici o echipă de seniori sau de juniori înregistrată într-o ligă de fotbal, patronul Marius Vizer renunțând la academia de fotbal în vara anului 2013, în timp ce era la conducerea echipei orădene FC Bihor.
Succesul academiei nu a fost doar la nivel de seniori, juniorii academiei reușind să câștige campionatul de juniori A.
Echipa Salontană și-a făcut un nume după vinderea fostului golgheter Victor Dobrescu la Fc Torino(Italia), pe urmă a căpitanului Laurențiu Rus ajuns la Dinamo București. Unul dintre cei mai buni juniori a ajuns în vara acestui an la un acord cu Inter Milano(Italia), George Pușcaș petrecând ultimul an (2013) sub formă de împrumut la echipa milaneză, de la FC Bihor. Majoritatea foștilor juniori de la academie, se regăsesc la FC Bihor, LPS Oradea sau CS Osorhei.

## Palmares
- Liga a II-a
  - locul 1 (2005-2006)

- Liga a III-a
  - locul 1 (2006-2007)

## Foști jucători
- Adrian Viciu
- Alin Coțan
- Cristian Bud
- Cosmin Giura
- Călin Moldovan
- Florin Sabou
- Laurențiu Rus
- George Pușcaș
- Claudiu Mutu
- Sergiu Homei
- Cristian Cigan
- Adrian Cuciula
- Andrei Coroian
- Valentin Furdean
- Csaba Ködöböcz
- Botond Birtalan
- Viktor Bölcsföldi
- Iván Balaskó
- Miklós Salamon
- Miklós Erdélyi
- Tamás Takács
- Zsolt Fehér
- Balint Bajner
- Ivan Popovic
- William Amamoo
- Pavlo Yanchuk
- Răzvan Lupu
- Cristian Bălgrădean
- Adrian
- Mihai Deaconescu
- Iulian Petrache
- Sergiu Oltean
- Ovidiu Popa
- Ovidiu Bic
- Ruben Popescu
- Andrei Sulea
- Bogdan Vrăjitoarea
- Adrian Markus
- Cristian Danci
- Cătălin Chiș
- Sebastian Huțan
- Roberto Iancu
- Sorin Tegzeș

## Foști antrenori
- Tibor Selymes
- Dan Dobai